# Calonge
Calonge ist eine Gemeinde im Nordosten der spanischen Region Katalonien.

## Geographie

### Geographische Lage
Calonge liegt in der Provinz Girona in der Autonomen Gemeinschaft Katalonien und ist 44,7 km von Girona entfernt. Das Gemeindegebiet liegt an der Costa Brava, der Hauptort befindet sich aber 2 km landeinwärts.
Der Dolmen vom Puig d’Arques liegt unterhalb des Gipfels des Puig d’Arques nordwestlich von Calonge.
Der Dolmen de Puig ses Forques und der Menhir de Puig ses Forques liegen östlich von Calonge.

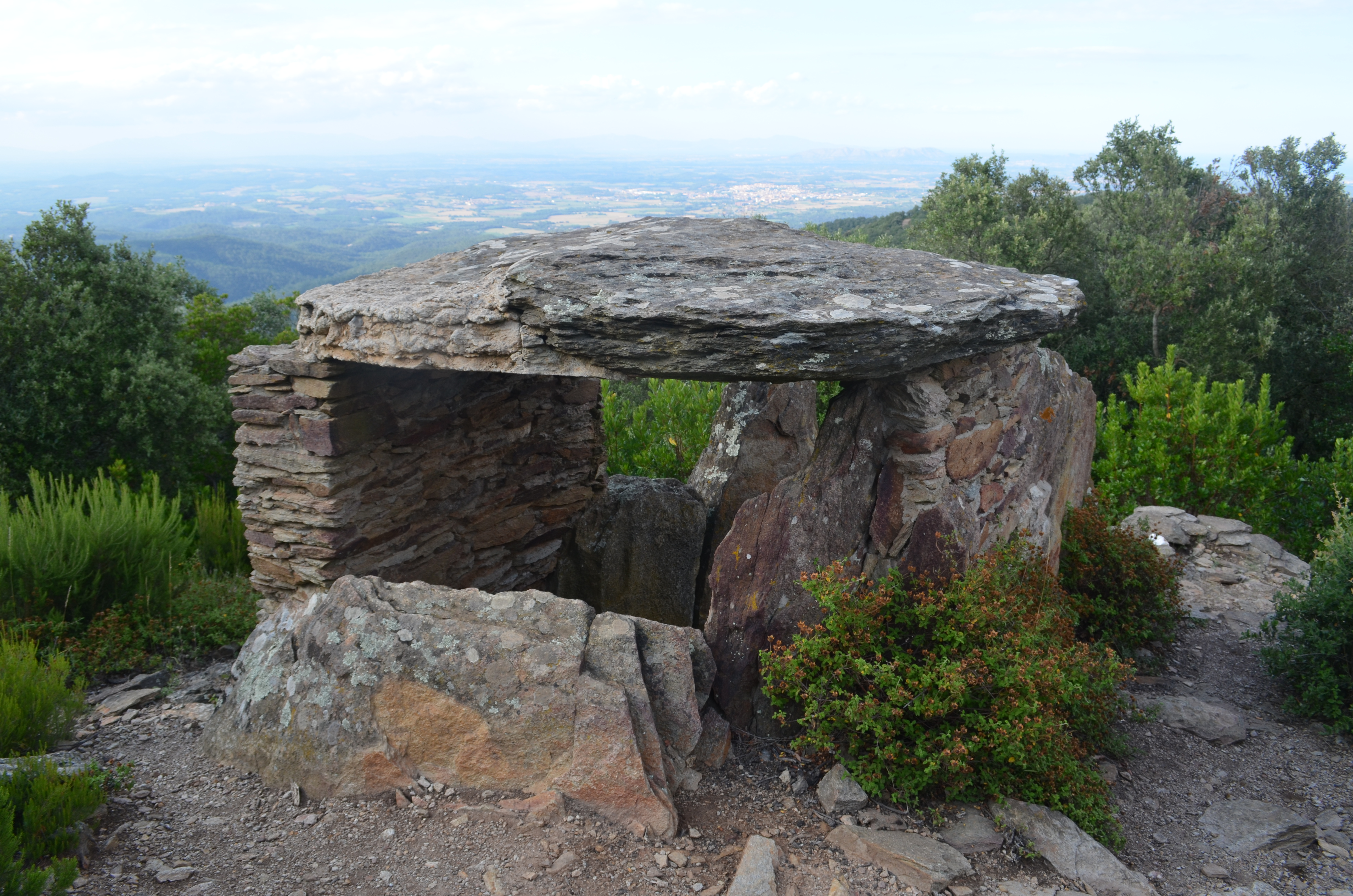
Dolmen vom Puig d’Arques
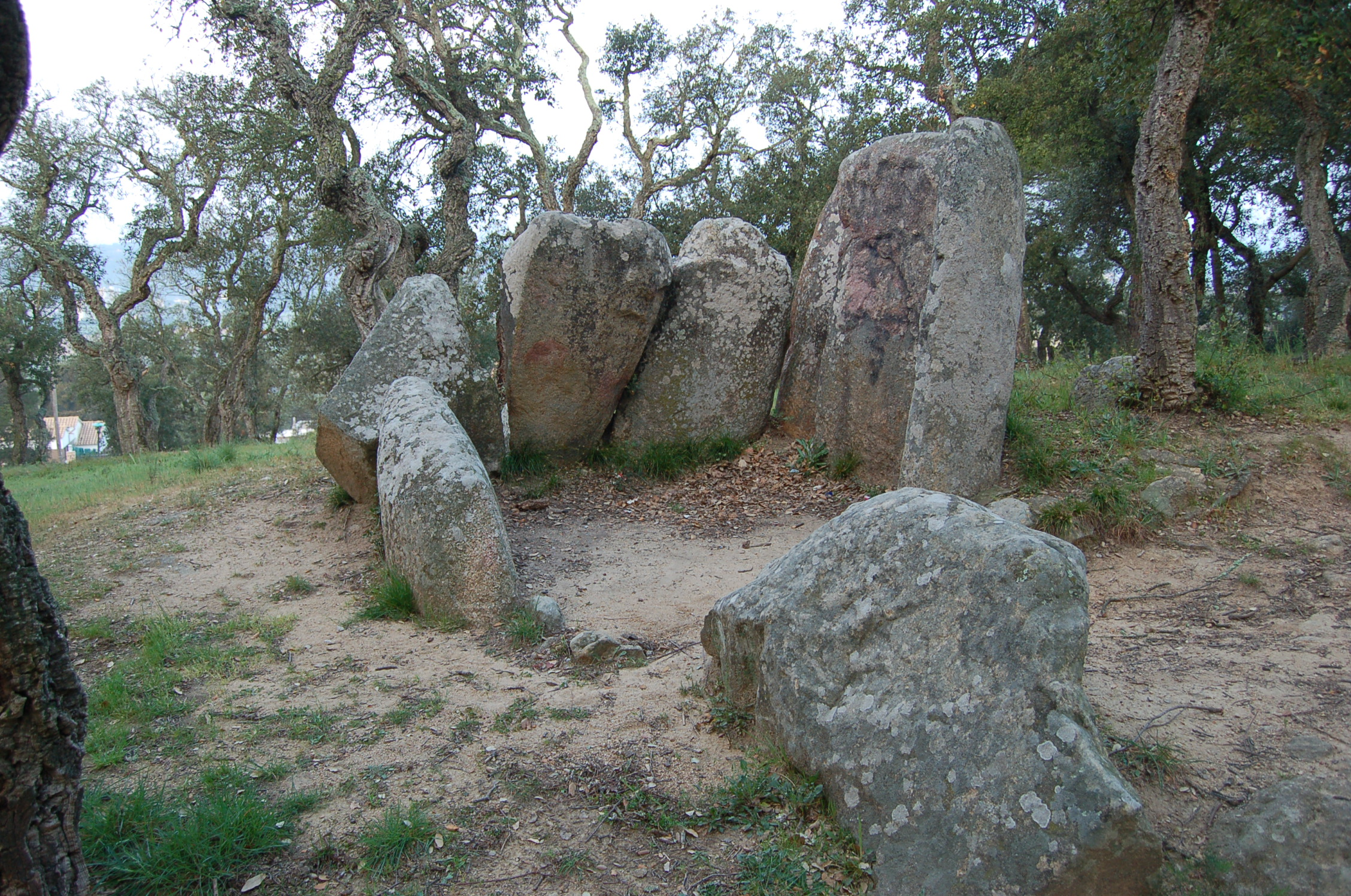
Dolmen de Puig ses Forques
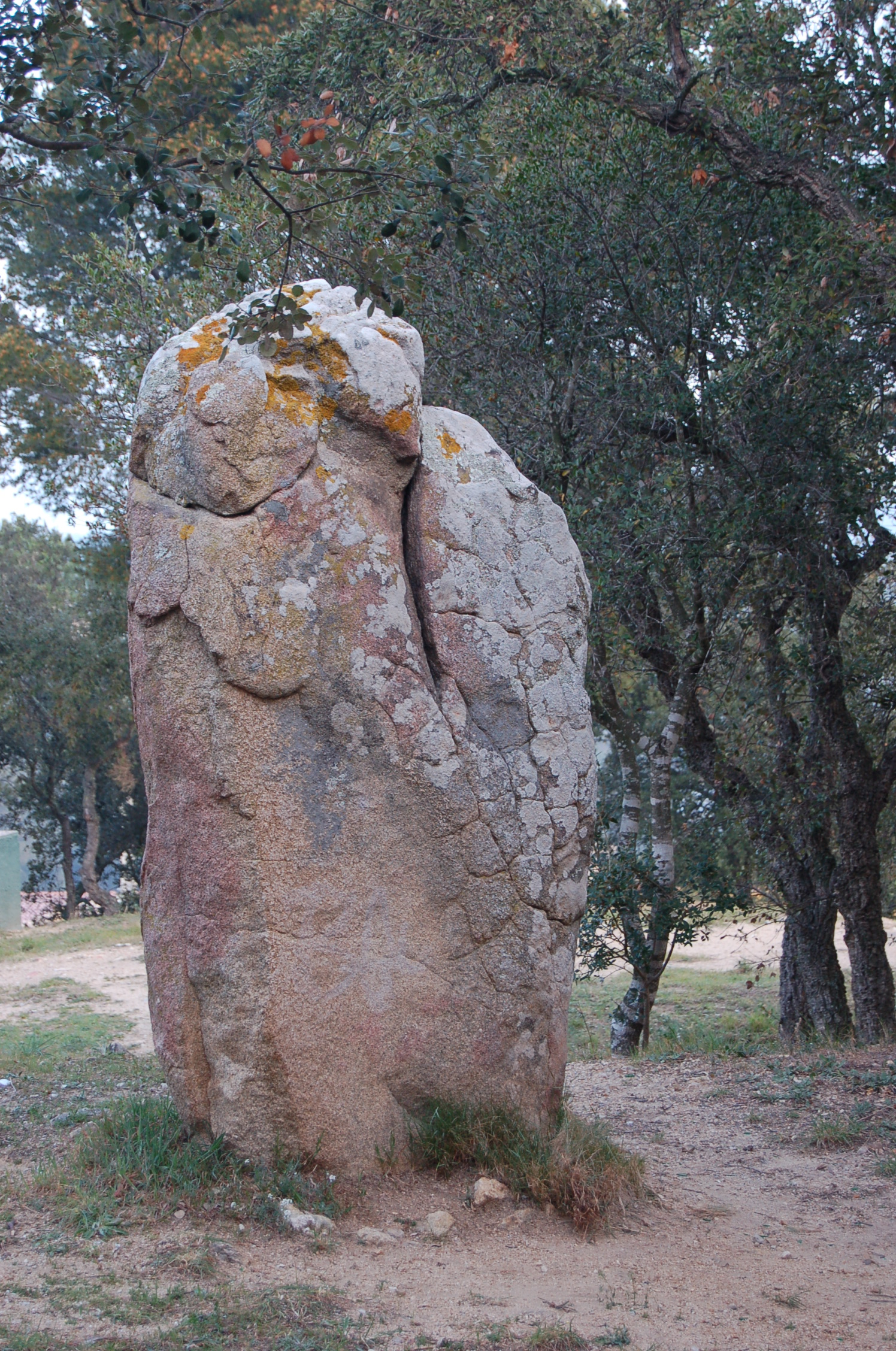
Menhir de Puig ses Forques

### Ortsgliederung
Neben dem Hauptort gibt es noch Cabanyes, Sant Antoni de Calonge (an der Küste), Sant Daniel und Treumal.

## Städtepartnerschaft
- Saint-Paul-de-Fenouillet (Frankreich) seit 12. Juni 1989